# Embaixada da Tailândia em Brasília
A Embaixada da Tailândia em Brasília é a principal representação diplomática tailandesa no Brasil. Brasil e Tailândia estabeleceram relações diplomáticas em 1959, com a embaixada brasileira de Banguecoque sendo inaugurada no mesmo ano e a embaixada tailandesa em Brasília em 1964.